# Oyamia seminigra
Oyamia seminigra är en bäcksländeart som först beskrevs av Klapalek 1907.  Oyamia seminigra ingår i släktet Oyamia och familjen jättebäcksländor. Inga underarter finns listade i Catalogue of Life.